# Beverly Hills Chihuahua
Beverly Hills Chihuahua ist ein US-amerikanischer Familien- und Abenteuerfilm. Die Filmkomödie von Raja Gosnell ist eine Walt-Disney-Produktion und hatte seine Weltpremiere am 25. September 2008 in Australien.
Er startete am 3. Oktober 2008 in den US-amerikanischen, am 16. Januar 2009 in den britischen und am 30. April in den deutschen Kinos. Es ist nach Deine, meine & unsere aus dem Jahr 2005 der siebente fertigproduzierte Film von Raja Gosnell.

## Handlung
Vivian Ashe lebt in Beverly Hills und ist Besitzerin der verzogenen Chihuahua-Dame Chloe. Eines Tages überlässt Vivian Ashe, da sie geschäftlich verreisen muss, die Hundedame ihrer verantwortungslosen Nichte Rachel, die auf den Hund aufpassen soll. Nachdem Rachel beschlossen hat, mit ihren Freunden auf einen Wochenendtrip nach Mexiko zu fahren, geht Chloe verloren. Die luxusverwöhnte Hundedame sieht sich plötzlich mit der harten Realität des Lebens auf der Straße konfrontiert. In ihrer Not trifft sie auf Delgado, einen einsamen Deutschen Schäferhund, der als Polizeihund für die örtliche Polizei arbeitete, bevor sein Partner starb und er seinen Geruchssinn verlor. Mit ihm baut sie eine freundschaftliche Beziehung auf, gerät dann aber in Gefahr, als sie auf den rücksichtslosen Dobermann El Diablo trifft und vor ihm flüchtet.
Rachel, die sich vor der Reaktion ihrer Tante fürchtet, wenn diese wieder nach Hause kommt, beschließt, die Chihuahua-Dame in Mexiko zu suchen. In der Zwischenzeit stoßen auch Papi, ein kleiner hyperaktiver Chihuahua, der sich in Chloe verliebt hat, sowie sein Herrchen, der unter anderem auch Gartenarchitekt bei Rachels Tante ist, bei der Suche hinzu. Währenddessen kann Chloe durch die Hilfe des Polizeihundes Delgado der listigen Ratte Manuel, sowie deren Freund, einem debilen Leguan namens Chico entkommen. Kurze Zeit später versucht El Diablo, Chloe zu seinem Besitzer, einem Veranstalter von Hundekämpfen zu bringen, da dieser damit Chloes Frauchen erpressen will. Jedoch kommen die Polizei, Rachel und der Gärtner, zusammen mit Papi und Delgado zu Hilfe.
Am Ende sind alle wieder wohlbehalten zu Hause; Chloe kommt mit Papi zusammen, genau wie dessen Herrchen und Rachel, und Delgado wird wieder als Polizeihund eingesetzt. Währenddessen wird El Diablo gefasst und kurzzeitig ins Tierheim gesteckt, bevor er zu einer reichen Dame mit einer Vorliebe für pinke Kleider kommt. Die Ratte Manuel und sein Leguanfreund lernen ebenfalls den Luxus kennen und verzichten auf weitere krumme Geschäfte.

## Rezeption

### Kritiken
Der Film erhielt überwiegend negative Kritiken und erreichte bei Rotten Tomatoes eine Bewertung von 41 %, basierend auf 96 Kritiken. Bei Metacritic konnte ein Metascore von 41, basierend auf 22 Kritiken, erzielt werden.

„Kinderkram mit Wau-Faktor, aber ohne Wow.“

„Zugegeben, Beverly Hills Chihuahua ist keineswegs so stümperhaft wie sein Titel dies anzudeuten vermag, dennoch ist er ausschließlich auf eine sehr junge Zielgruppe angewiesen bzw. ausgerichtet, die von bewegten bunten Bildern mit sprechenden Tieren angezogen werden. Im direkten Vergleich mit artverwandten Produktionen ist jedoch die mangelnde visuelle und dramaturgische Verwirklichung oftmals überdeutlich, mehr als teilweise solides Handwerk wird nicht geboten – toleriert man diese Tatsache, so kann der Film sogar vereinzelt zum schmunzeln einladen (sofern die Originalversion vorliegt und man mit politisch inkorrekten Darstellungen umzugehen weiß). Fraglich ist jedoch, ob man sein Geld nicht besser anderweitig investieren könnte.“

Mark Olsen von der LA Times schrieb, dass man das Ganze, wie einen „Paris-Hilton-Komplex“ ansehen soll, wo Kinder wie Prinzen und Prinzessinnen behandelt werden und alles bekommen, was sie wollen. Und was sie wollen ist eine einfache Unterhaltung, ohne großes Drumherum.
Eine positive Kritik auf die Arbeit des Regisseurs gab Hubert Karl von kino.de ab, der meinte, dass „Raja Gosnell bereits in den beiden ‚Scooby-Doo‘-Filmen bewiesen hat, dass er im Umgang mit computeranimierten Hunden versiert ist“.
Horst-Günther Fiedler von der Zeitschrift tvmedia gab eine recht positive Kritik ab, indem er meinte, dass der Film „insgesamt ein gut gemeintes, nicht immer gutes Hundemärchen für eher kleine Kinder und Hofratswitwen, die ihre Hunde schon lange vor Paris Hilton & Co in der Handtasche ins Kaffeehaus geschmuggelt haben“ sei.

### Finanzieller Erfolg
Trotz gemischter Kritiken wurde der Film ein kommerzieller Erfolg. Bereits eine Woche nach dem offiziellen Filmstart nahm der Film bei 3.215 geöffneten Kinos knapp 29,3 Mio. US-Dollar ein, was einen Durchschnitt von 9.114 US-Dollar pro Kino bedeutete. Am ersten Wochenende stand Beverly Hills Chihuahua mit den meisten erzielten Einnahmen an erster Stelle der Liste. Am darauffolgenden Wochenende war der Film mit knapp 17,5 Mio. US-Dollard erneut auf Rang 1 platziert. Bis 10. Mai 2009 spielte der Film allein in den Vereinigten Staaten rund 94,5 Mio. US-Dollar ein. Bei mitgezählten Einnahmen aus den restlichen Ländern (ca. 51,3 Mio. US-Dollar) kommt man auf eine Gesamteinnahme von knapp 145,8 Mio. US-Dollar weltweit.

### Sonstiges
Am 3. März 2009 wurde Beverly Hills Chihuahua auf Disney DVD sowie Blu-ray Disc veröffentlicht.
2011 wurde mit Beverly Hills Chihuahua 2 eine Fortsetzung veröffentlicht, die direkt für den DVD-Markt produziert wurde. Im Jahr darauf folgte mit Beverly Hills Chihuahua 3 ein dritter Teil.

## Synchronisation
Die deutsche Synchronbearbeitung fertigte die FFS Film- und Fernseh-Synchron in Berlin an. Das Dialogbuch stammt von Norman Matt, der auch für Synchronregie zuständig war.
Menschen
| Rolle            | Darsteller        | Deutscher Synchronsprecher |
| ---------------- | ----------------- | -------------------------- |
| Rachel Ashe Lynn | Piper Perabo      | Anna Carlsson              |
| Sam Cortez       | Manolo Cardona    | David Nathan               |
| Tante Viv        | Jamie Lee Curtis  | Karin Buchholz             |
| Vasquez          | José María Yazpik | Sebastian Christoph Jacob  |
| Officer Ramirez  | Jesús Ochoa       | Abelardo Decamilli         |
| Blair            | Marguerite Moreau | Maria Koschny              |
| Shelter Director | Gina Gallego      | Iris Artajo                |
| Angela           | Ali Hillis        | Luise Helm                 |

Tiere
| Rolle     | Tierart               | Englischer Sprecher   | Deutscher Synchronsprecher |
| --------- | --------------------- | --------------------- | -------------------------- |
| Chloe     | Chihuahua             | Drew Barrymore        | Nana Spier                 |
| Delgado   | Deutscher Schäferhund | Andy García           | Martin Keßler              |
| Papi      | Chihuahua             | George Lopez          | Joachim Tennstedt          |
| Manuel    | Ratte                 | Cheech Marin          | Simon Gosejohann           |
| Chico     | Leguan                | Paul Rodriguez        | Elton                      |
| Monte     | Chihuahua             | Plácido Domingo       | DJ BoBo                    |
| El Diablo | Dobermann             | Edward James Olmos    | Oliver Stritzel            |
| Delta     | Pudel                 | Loretta Devine        | Marianne Groß              |
| Sebastian | Mops                  | Michael Urie          | Christian Gaul             |
| Chucho    | Streuner              | Luis Guzmán           | Lutz Schnell               |
| Rafa      | gefleckter Streuner   | Eddie „Piolin“ Sotelo | Rainer Fritzsche           |